# Michał Tokaj
Michał Tokaj (* 24. Februar 1974 in Warschau) ist ein polnischer Jazzmusiker (Piano, Komposition).

## Leben und Wirken
Tokaj ist Absolvent der Karol-Szymanowski-Grund- und Mittelschule für Musik in Warschau (1993). Sein Studium an der Fakultät für Jazz und Unterhaltungsmusik der Karol-Szymanowski-Musikakademie in Katowice schloss er 1998 ab.
Sein Debüt gab Tokaj 1993 mit dem Quartett von Kazimierz Jonkisz. In der zweiten Hälfte der 1990er Jahre gehörte er zum Quartett von Janusz Muniak (Not so Fast, Just Friends). Zudem begleitete er Jan Ptaszyn Wróblewski, Ewa Bem, Henryk Miśkiewicz (Remembrances), Eddie Henderson und Dorota Miśkiewicz. Weiterhin gehörte er ab 2003 zum Quartett und Quintett des tschechischen Bassisten Jaromír Honzák, mit dem er die Alben Present Past,  A Question to All Your Answers und Little Things aufnahm. 2004 entstand für den japanischen Plattenverlag Gats Production die CD Bird Alone im eigenen Trio mit dem Kontrabassisten Darek Oleszkiewicz und dem Schlagzeuger Łukasz Żyta. Erst zehn Jahre später wurde Tokaj wieder als Bandleader aktiv. Weiterhin war er Mitglied der Bands von Grzegorz Karnas (Reinkarnasja, The Dreams of a Ninth Floor, Karnas, Vanga) und Piotr Baron (Sanctus, Kaddish, Wodecki Jazz, Moniuszko Jazz). Außerdem arbeitete er mit Agnieszka Skrzypek (My Lullaby), Aga Zaryan (Looking Walking Being, High & Low) und Bennie Maupin (Early Reflections). Er trat in Europa und in den USA auf.
Seit 2001 unterrichtet Tokaj an der Fryderyk-Chopin-Musikschule in Warschau.

## Preise und Auszeichnungen
1995 errang Tokaj mit der Band Joint Venture und 1997 mit der Marcin Żupański Band den ersten Platz beim Jazz Juniors Festival in Krakau. 1999 gewann er den Internationalen Jazz-Improvisationswettbewerb in Katowice. 2002 wurde er für den Fryderyk in der Kategorie „Jazzmusiker des Jahres“ nominiert. Mit dem Quintett von Jaromír Honzák erhielt er für das Album Present Past 2003 einen Anděl-Preis und den Preis der tschechischen Zeitschrift Harmonie für das beste Jazzalbum des Jahres.

## Diskographische Hinweise
- Jaromír Honzák Quintet Present Past (Indies 2003, mit Piotr Baron, Christian Röver, Lukasz Zyta)
- Michał Tokaj Trio Bird Alone (Gats Production, 2004)
- Michał Tokaj Trio The Sign (Hevhetia 2014, mit Michał Barański, Łukasz Żyta)
- Dutkiewicz / Niedziela / Orzechowski / Stankiewicz / Tokaj / Wyleżoł: Piano Sketches (AC 2020)[4]